# مهرجان فيزول الدولي للسينما الآسيوية

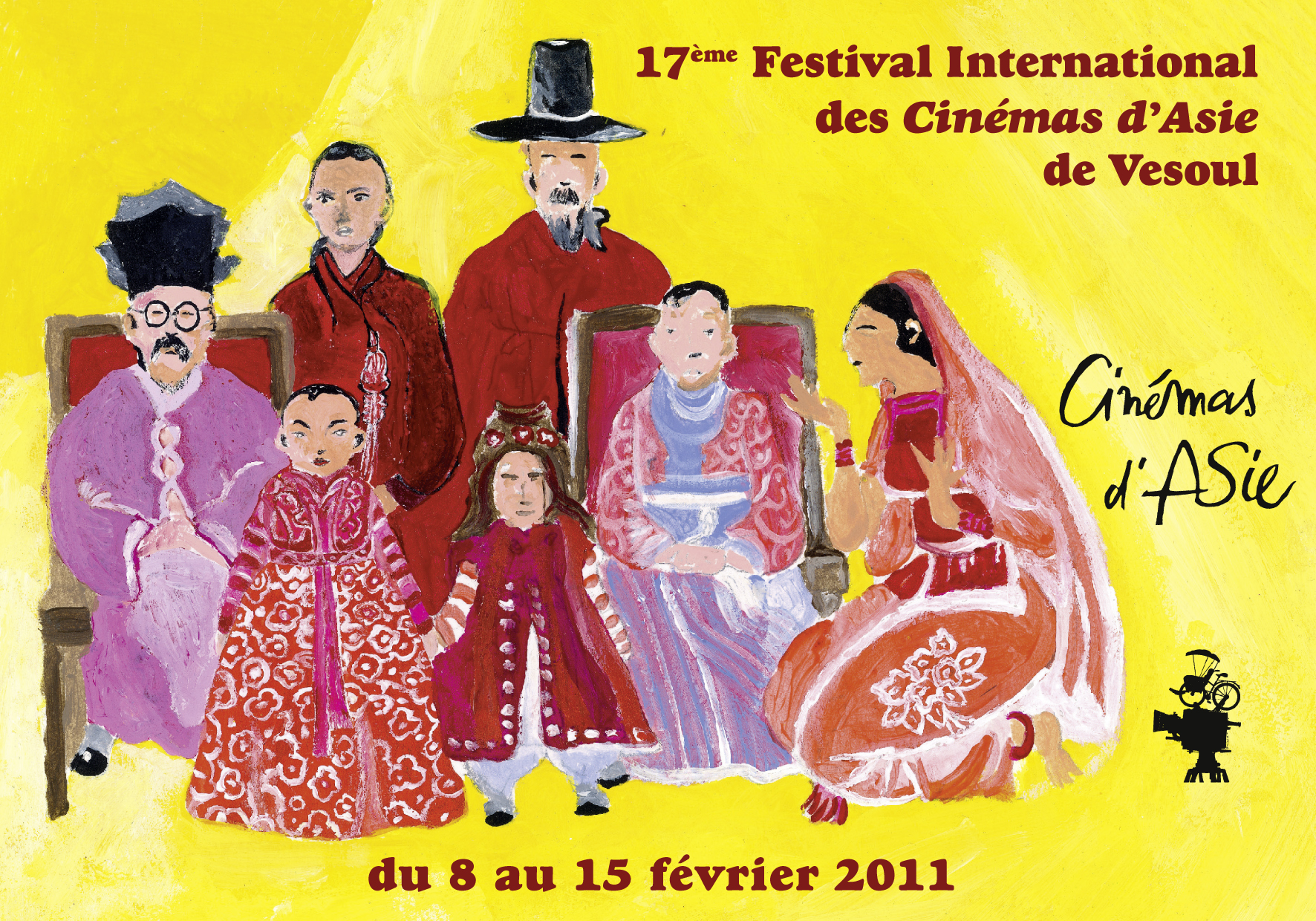
مهرجان فيزول الدولي للسينما الآسيوية

مهرجان فيزول الدولي للسينما الآسيوية هو أقدم المهرجانات المكرسه لأفلام القارة الآسيوية في أوروبا، والوحيد الذي يغطي الإنتاج السينمائي لقارة آسيا بكاملها، من الشرق الأوسط إلى الشرق الأقصى. المهرجان يقام في مدينة فيزول الفرنسية منذ عام 1995، وهو يعرض سنويا 70 فيلما تقريبا موزعة في ستة أقسام، أهمها مسابقة الأفلام الروائية الطويلة المخصصة للسينما الآسيوية المعاصرة، ومسابقة الأفلام الوثائقية.
الحضور العربي في دوره 2009 تمثل بفوز الفيلم العراقي فجر العالم (من إخراج عباس فاضل) بجائزتي الجمهور والنقاد، وبتكريم مجموعه من المخرجات اللبنانيات: جوانا حاجي توما، نادين لبكي، جوسلين صعب والراحلة رندة الشهال.

## وصلات خارجية
- الموقع الرسمي لمهرجان فيزول الدولي للسينما الآسيوية